# Stani Gzil
Stanisław (Stani) Gzil (Jaworzno, 6 mei 1949) is een gewezen Poolse voetballer en voetbalcoach.

## Carrière

### Als speler
Stani Gzil leerde in zijn geboortestreek voetballen bij Azotania Jaworzno. In 1970 maakte hij in de hoofdstad van Polen zijn debuut bij Gwardia Warschau. Na twee seizoenen verkaste de aanvaller naar GKS Katowice. Na een jaar hield Gzil het ook daar voor bekeken. Hij belandde bij Górnik Zabrze, met wie hij in 1974 vicekampioen werd. Hij groeide bij de Poolse subtopper uit tot een vaste waarde. Op 30-jarige leeftijd verhuisde hij naar België. Gzil sloot zich aan bij Beerschot VAV. Hij kwam meer dan 100 competitiewedstrijden in actie voor de Antwerpse club. In 1984 zette de Pool een stap terug en ging hij aan de slag bij tweedeklasser Berchem Sport. Ten slotte voetbalde hij nog twee seizoenen voor derdeklasser KVC Westerlo.

### Als trainer
Reeds als voetballer was Gzil actief als beloftencoach van Beerschot. Hij bleef dit toen tot 1988. Nadien werd hij hoofdtrainer bij Cappellen FC. In 1995 werd hij met Cappellen kampioen in derde klasse. In november 1995 waagde de Poolse trainer zijn kans in eerste klasse. Hij tekende bij Germinal Ekeren en loodste het team naar een knappe derde plaats na Club Brugge en RSC Anderlecht. In oktober 1996 werd Gzil aan de deur gezet. In de loop van het seizoen 1997/98 werd Gzil coach bij KSK Beveren. De Waaslanders wisten zich onder Gzil telkens van het behoud te verzekeren. In het seizoen 1999/00 werd hij na 8 speeldagen ontslagen. Hij werkte het verdere seizoen af bij Cappellen, waar hij ditmaal bleef tot 2003. Nadien was hij even werkzaam bij KSV Bornem. In 2010 keerde Gzil terug naar Cappellen. In het seizoen 2012/13 ging Gzil naar FC Ekeren. 